# Satellite Award/Film/Bester Filmsong
Mit dem Satellite Award Bester Filmsong werden die Songwriter eines Films geehrt.
| Statistik (bis einschließlich Satellite Awards 2024) |                                                                                              |
| Am häufigsten honorierte Songwriter                  | Diane Warren (fünf Siege)                                                                    |
| Am häufigsten nominierte Songwriter                  | Diane Warren (elf Nominierungen, davon fünf Siege)                                           |
| Am häufigsten nominierte Songwriter ohne Sieg        | Bret McKenzie, Justin Timberlake, Marc Shaiman und Pharrell Williams (je drei Nominierungen) |

Es werden immer jeweils die Songwriter eines Films des Vorjahres ausgezeichnet.

## Nominierungen und Gewinner

### 1996–1999
| Jahr | Filmsong                                    | Songwriter                       | Interpret       | Nominierungen |
| ---- | ------------------------------------------- | -------------------------------- | --------------- | --- |
| 1996 | You Must Love Me aus Evita                  | Andrew Lloyd Webber und Tim Rice | Madonna         | Elvis Costello und Burt Bacharach für „God Give Me Strength“ aus Grace of My Heart Des’ree und Tim Atack für „Kissing You“ aus William Shakespeares Romeo + Julia Adam Schlesinger für „That Thing You Do“ aus That Thing You Do! Tom Petty für „Walls“ aus She’s the One                                                                                  |
| 1997 | My Heart Will Go On aus Titanic             | James Horner und Will Jennings   | Céline Dion     | Stephen Flaherty und Lynn Ahrens für „Journey to the Past“ aus Anastasia Stephen Flaherty und Lynn Ahrens für „Once Upon a December“ aus Anastasia Babyface für „A Song for Mama“ aus Soul Food Sheryl Crow und Mitchell Froom für „Tomorrow Never Dies“ aus James Bond 007 – Der Morgen stirbt nie                                                        |
| 1998 | I Don’t Want to Miss a Thing aus Armageddon | Diane Warren                     | Aerosmith       | Carole King und Carole Bayer Sager für „Anyone at All“ aus e-m@il für Dich Marti Frederiksen, Mick Jones und Chris Difford für „The Flame Still Burns“ aus Still Crazy Randy Newman für „That'll Do“ aus Schweinchen Babe in der großen Stadt Stephen Schwartz für „When You Believe“ aus Der Prinz von Ägypten                                            |
| 1999 | When She Loved Me aus Toy Story 2           | Randy Newman                     | Sarah McLachlan | Eric Clapton für „Get Lost“ aus An deiner Seite Trey Parker, Matt Stone und Marc Shaiman für „Mountain Town“ aus South Park: Der Film – größer, länger, ungeschnitten Aimee Mann für „Save Me“ aus Magnolia Alanis Morissette für „Still“ aus Dogma David Arnold und Don Black für „The World Is Not Enough“ aus James Bond 007 – Die Welt ist nicht genug |

### 2000–2009
| Jahr | Filmsong                                                             | Songwriter                                     | Interpret                  | Nominierungen |
| ---- | -------------------------------------------------------------------- | ---------------------------------------------- | -------------------------- | --- |
| 2000 | I’ve Seen It All aus Dancer in the Dark                              | Björk, Sjón Sigurdsson und Lars von Trier      | Björk                      | Randy Newman für „A Fool in Love“ aus Meine Braut, ihr Vater und ich Sting und David Hartley für „My Funny Friend and Me“ aus Ein Königreich für ein Lama Bob Dylan für „Things Have Changed“ aus Die WonderBoys James Horner, George Michael Green und John Mellencamp für „Yours Forever“ aus Der Sturm |
| 2001 | All Love Can Be aus A Beautiful Mind – Genie und Wahnsinn            | James Horner und Will Jennings                 | Charlotte Church           | David Baerwald für „Come What May“ aus Moulin Rouge Diane Warren für „There You'll Be“ aus Pearl Harbor Paul McCartney für „Vanilla Sky“ aus Vanilla Sky Nancy Wilson und Cameron Crowe für „I Fall Apart“ aus Vanilla Sky |
| 2002 | Something to Talk About aus About a Boy oder: Der Tag der toten Ente | Damon Gough                                    | Badly Drawn Boy            | Marshall Mathers und Luis Resto für „8 Mile“ aus 8 Mile Madonna für „Die Another Day“ aus James Bond 007 – Stirb an einem anderen Tag David Mead für „Girl On the Roof“ aus Party Animals – Wilder geht’s nicht! Anastacia für „Love Is a Crime“ aus Chicago Pharrell Williams, Chad Hugo und Beyoncé für „Work It Out“ aus Austin Powers in Goldständer                                                       |
| 2003 | Siente mi amor aus Irgendwann in Mexico                              | Robert Rodriguez und José Tamez                | Salma Hayek                | Bob Dylan für „Cross the Green Mountain“ aus Gods and Generals Phil Collins und Mark Mancina für „Great Spirits“ aus Bärenbrüder Elton John und Bernie Taupin für „The Heart of Every Girl“ aus Mona Lisas Lächeln Robert Telson und Lee Breuer für „How Shall I See You Through My Tears“ aus Star Camp Michael McKean und Annette O’Toole für „A Kiss at the End of the Rainbow“ aus A Mighty Wind           |
| 2004 | Million Voices aus Hotel Ruanda                                      | Jerry Duplessis, Andrea Guerra und Wyclef Jean | Wyclef Jean                | Glen Ballard und Alan Silvestri für „Believe“ aus Der Polarexpress Mick Jagger und David A. Stewart für „Blind Leading the Blind“ aus Alfie Stephin Merritt für „The Book of Love“ aus Darf ich bitten? Andrew Lloyd Webber, Charles Hart und Richard Stilgoe für „Learn to Be Lonely“ aus Das Phantom der Oper Robbie Robertson für Shine Your Light aus Im Feuer                                             |
| 2005 | A Love That Will Never Grow Old aus Brokeback Mountain               | Bernie Taupin und Gustavo Santaolalla          | Emmylou Harris             | Bird York für „In the Deep“ aus L.A. Crash Robert Downey Jr. und Mark Hudson für „Broken“ aus Kiss Kiss, Bang Bang Curtis Jackson, Brian Hughes und Frankie Beverly für „Hustler's Ambition“ aus Get Rich or Die Tryin’ Jarvis Cocker für „Magic Works“ aus Harry Potter und der Feuerkelch |
| 2006 | You Know My Name aus Casino Royale                                   | Chris Cornell                                  | Chris Cornell              | Henry Krieger, Anne Previn, Scott Cutler und Beyoncé für „Listen“ aus Dreamgirls Henry Krieger und Siedah Garrett für „Love You I Do“ aus Dreamgirls Bryan Adams, Trevor Rabin und Eliot Kennedy für „Never Let Go“ aus Jede Sekunde zählt – The Guardian DeVotchKa für „Till the End of Time“ aus Little Miss Sunshine Jack Johnson für „Upside Down“ aus Coco – Der neugierige Affe                          |
| 2007 | Grace Is Gone aus Grace Is Gone                                      | Clint Eastwood und Carole Bayer Sager          | Jamie Cullum               | Diane Warren für „Do You Feel Me“ aus American Gangster Markéta Irglová für „If You Want Me“ aus Once Scott Wittman und Marc Shaiman für „Come So Far“ aus Hairspray Eddie Vedder für „Rise“ aus Into the Wild Kate Bush für „Lyra“ aus Der Goldene Kompass |
| 2008 | Another Way to Die aus Ein Quantum Trost                             | Jack White                                     | Jack White und Alicia Keys | Baz Luhrmann, Felix Meagher, Anton Monsted, Angela Little und Schuyler Weiss für „By the Boab Tree“ aus Australia Axl Rose und Chris Pitman für „If the World“ aus Der Mann, der niemals lebte A. R. Rahman und Gulzar für „Jai Ho“ aus Slumdog Millionär Peter Gabriel und Thomas Newman für „Down to Earth“ aus WALL·E – Der Letzte räumt die Erde auf Bruce Springsteen für „The Wrestler“ aus The Wrestler |
| 2009 | The Weary Kind aus Crazy Heart                                       | Ryan Bingham und T Bone Burnett                | Jeff Bridges               | Maury Yeston für „Cinema Italiano“ aus Nine Mary J. Blige, Raphael Saadiq und LaNeah Menzies für „I Can See in Color“ aus Precious – Das Leben ist kostbar Terry Gilliam für „We are the Children of this World“ aus Das Kabinett des Doktor Parnassus Randy Newman für „Almost There“ aus Küss den Frosch Randy Newman für „Down in New Orleans“ aus Küss den Frosch                                          |

### 2010–2019
| Jahr | Filmsong                                      | Songwriter                                                  | Interpret                                                 | Nominierungen |
| ---- | --------------------------------------------- | ----------------------------------------------------------- | --------------------------------------------------------- | --- |
| 2010 | You Haven’t Seen the Last of Me aus Burlesque | Diane Warren                                                | Cher                                                      | Dido, Rollo Armstrong und A. R. Rahman für „If I Rise“ aus 127 Hours Avril Lavigne für „Alice“ aus Alice im Wunderland Jennifer Hanson, Tony Martin und Mark Nesler für „Country Strong“ aus Country Strong Emily Haines, James Shaw und Howard Shore für „Eclipse (All Yours)“ aus Eclipse – Biss zum Abendrot Rob Kleiner und CeeLo Green für „What Part of Forever“ aus Eclipse – Biss zum Abendrot                                                                                         |
| 2011 | Lay Your Head Down aus Albert Nobbs           | Brian Byrne und Glenn Close                                 | Sinéad O’Connor                                           | Alecia Moore und Billy Mann für „Bridge of Light“ aus Happy Feet 2 Jónsi und Cameron Crowe für „Gathering Stories“ aus Wir kaufen einen Zoo Bernie Taupin, Elton John, und Stefani Germanotta für „Hello Hello“ aus Gnomeo und Julia Bret McKenzie für „Life’s a Happy Song“ aus Die Muppets Bret McKenzie für „Man or Muppet“ aus Die Muppets |
| 2012 | Suddenly aus Les Misérables                   | Herbert Kretzmer, Claude-Michel Schönberg und Alain Boublil | Hugh Jackman                                              | Nick Cave und Warren Ellis für „Fire in the Blood/Snake Song“ aus Lawless – Die Gesetzlosen Mumford & Sons für „Learn Me Right“ aus Merida – Legende der Highlands Peter Asher und David A. Stewart für „Love Always Comes As a Surprise“ aus Madagascar 3: Flucht durch Europa Adele und Paul Epworth für „Skyfall“ aus James Bond 007: Skyfall Paul Williams für „Still Alive“ aus Paul Williams Still Alive                                                                                 |
| 2013 | Young & Beautiful aus Der große Gatsby        | Elizabeth Grant und Rick Howels                             | Lana Del Rey                                              | Pharrell Williams für Happy aus Ich – Einfach unverbesserlich 2 Ed Sheeran für „I See Fire“ aus Der Hobbit: Smaugs Einöde Kristen Anderson-Lopez und Robert Lopez für „Let It Go“ aus Die Eiskönigin – Völlig unverfroren Ed Rush, George Cromarty, T-Bone Burnett, Justin Timberlake, Ethan und Joel Coen für „Please Mr. Kennedy“ aus Inside Llewyn Davis Keith Stanfield für „So You Know What It's Like“ aus Short Term 12                                                                 |
| 2014 | We Will Not Go aus Virunga                    | Joshua Ralph                                                | Salif Keita, Youssou N’Dour, Fally Ipupa und Joshua Ralph | Shawn Patterson, Joshua Bartholomew, Lisa Harriton, Akiva Schaffer, Andy Samberg und Jorma Taccone für „Everything Is Awesome“ aus The LEGO Movie Bret McKenzie für „I'll Get You What You Want (Cockatoo in Malibu)“ aus Muppets Most Wanted Glen Campbell und Julian Raymond für „I’m Not Gonna Miss You“ aus Glen Campbell: I’ll Be Me Ethan Hawke für „Split the Difference“ aus Boyhood Janelle Monáe, Nathaniel Irvin III und Roman Irvin für „What Is Love“ aus Rio 2 – Dschungelfieber |
| 2015 | Till It Happens to You aus The Hunting Ground | Lady Gaga und Diane Warren                                  | Lady Gaga                                                 | Wiz Khalifa für „See You Again“ aus Fast & Furious 7 Savan Kotecha, Ilya Salmanzadeh, Tove Lo, Max Martin und Ali Payami für „Love Me like You Do“ aus Fifty Shades of Grey Brian Wilson und Scott Bennett für „One Kind of Love“ aus Love & Mercy Jenny Lewis und Jonathan Rice für „Cold One“ aus Ricki – Wie Familie so ist Sam Smith und Jimmy Napes für „Writing’s on the Wall“ aus James Bond 007: Spectre                                                                               |
| 2016 | City of Stars aus La La Land                  | Justin Hurwitz                                              | Ryan Gosling und Emma Stone                               | Justin Hurwitz für „Audition (The Fools Who Dream)“ aus La La Land Justin Timberlake für „Can’t Stop the Feeling!“ aus Trolls Burt Bacharach und Billy Mann für „Dancing With Your Shadow“ aus Po Sharon Jones & The Dap-Kings für „I’m Still Here“ aus Miss Sharon Jones! Pharrell Williams für „Running“ aus Hidden Figures – Unerkannte Heldinnen |
| 2017 | Stand Up for Something aus Marshall           | Diane Warren und Common                                     | Common und Andra Day                                      | Taylor Swift, Sam Dew und Jack Antonoff für „I Don’t Wanna Live Forever“ aus Fifty Shades of Grey – Gefährliche Liebe The Roots und Bilal für „It Ain’t Fair“ aus Detroit Diane Warren für „Prayers for This World“ aus Cries From Syria Chris Cornell für „The Promise“ aus The Promise – Die Erinnerung bleibt Ryan Tedder für „Truth to Power“ aus Immer noch eine unbequeme Wahrheit – Unsere Zeit läuft                                                                                   |
| 2018 | Shallow aus A Star Is Born                    | Lady Gaga, Mark Ronson, Andrew Wyatt und Anthony Rossomando | Lady Gaga und Bradley Cooper                              | Kendrick Lamar, SZA, Mark Spears, Al Shux und Anthony Tiffith für „All the Stars“ aus Black Panther Marc Shaiman für „Can You Imagine That?“ aus Mary Poppins’ Rückkehr Annie Lennox für „Requiem for a Private War“ aus A Private War Troye Sivan und Jónsi für „Revelation“ aus Der verlorene Sohn Troye Sivan, Antonoff und Alex Hope für „Strawberries & Cigarettes“ aus Love, Simon |
| 2019 | (I’m Gonna) Love Me Again aus Rocketman       | Elton John und Bernie Taupin                                | Taron Egerton                                             | Randy Newman für „The Ballad of the Lonesome Cowboy“ aus Toy Story 4 Miley Cyrus, Lana Del Rey und Ariana Grande für „Don’t Call Me Angel“ aus 3 Engel für Charlie Kristen Anderson-Lopez und Robert Lopez für „Into the Unknown“ aus Die Eiskönigin II Ilya Salmanzadeh und Timothy Lee McKenzie für „Spirit“ aus Der König der Löwen Dua Lipa, Justin Tranter, Kennedi Lykken, Mattias Larsson, Robin Fredriksson, Thomas Holkenborg für „Swan Song“ aus Alita: Battle Angel                 |

### Ab 2020
| Jahr | Filmsong                                   | Songwriter                                       | Interpret          | Nominierungen |
| ---- | ------------------------------------------ | ------------------------------------------------ | ------------------ | --- |
| 2020 | Io sì (Seen) aus Du hast das Leben vor dir | Niccolò Agliardi, Laura Pausini und Diane Warren | Laura Pausini      | Larry Groupé, Rod Lurie und Rita Wilson für „Everybody Cries“ aus The Outpost – Überleben ist alles Daniel Pemberton und Celeste Waite für „Hear My Voice“ aus The Trial of the Chicago 7 Justin Timberlake für „The Other Side“ aus Trolls 2 – Trolls World Tour Christopher Curtis, Marjorie Duffield und Helen Park für „Rocket to the Moon“ aus Die bunte Seite des Monds Sam Ashworth und Leslie Odom Jr. für „Speak Now“ aus One Night in Miami |
| 2021 | Colombia, Mi Encanto aus Encanto           | Lin-Manuel Miranda                               | Lin-Manuel Miranda | Beyoncé Knowles-Carter und Dixson für „Be Alive“ aus King Richard Nicholai Baxter, Matt Dahan, Marius de Vries und Sian Heder für „Beyond the Shore“ aus CODA Van Morrison für „Down to Joy“ aus Belfast Jamie Alexander Hartman, Jennifer Hudson und Carole King für „Here I Am (Singing My Way Home)“ aus Respect Billie Eilish und Finneas O’Connell für „No Time to Die“ aus James Bond 007: Keine Zeit zu sterben                                |
| 2022 | Hold My Hand aus Top Gun: Maverick         | Lady Gaga                                        | Lady Gaga          | Diane Warren für „Applause“ aus Tell It Like a Woman Taylor Swift für „Carolina“ aus Der Gesang der Flusskrebse Rihanna für „Lift Me Up“ aus Black Panther: Wakanda Forever Kaala Bhairava, M. M. Keeravani und Rahul Sipligunj für „Naatu Naatu“ aus RRR Doja Cat für „Vegas“ aus Elvis |
| 2023 | What Was I Made For? aus Barbie            | Billie Eilish und Finneas                        | Billie Eilish      | Diane Warren für „The Fire Inside“ aus Flamin’ Hot Mark Ronson und Andrew Wyatt für „I’m Just Ken“ aus Barbie Jon Batiste und Dan Wilson für „It Never Went Away“ aus American Symphony Jack Black, Aaron Horvath, Michael Jelenic, Eric Osmond und John Spiker für „Peaches“ aus Der Super Mario Bros. Film Lenny Kravitz für „Road to Freedom“ aus Rustin                                                                                           |
| 2024 | Mi Camino aus Emilia Pérez                 | Clément Ducol und Camille                        | Selena Gomez       | Clément Ducol, Camille und Jacques Audiard für „El Mal“ aus Emilia Pérez Diane Warren für „The Journey“ aus The Six Triple Eight Delacey, Jordan Johnson, Stefan Johnson, Maren Morris, Michael Pollack und Ali Tamposi für „Kiss the Sky“ aus Der wilde Roboter Elton John und Brandi Carlile für „Never Too Late“ aus Elton John: Never Too Late Nicholas Britell, Steve McQueen und Taura Stinson für „Winter Coat“ aus Blitz                      |